# Symplocos incahuasensis
Symplocos incahuasensis är en tvåhjärtbladig växtart som beskrevs av A. Sagástegui-alva och Michael O. Dillon. Symplocos incahuasensis ingår i släktet Symplocos och familjen Symplocaceae. Inga underarter finns listade i Catalogue of Life.